# Mighty Morphin Power Rangers: The Movie (jeu vidéo)
 (octobre 2019).
Si vous disposez d'ouvrages ou d'articles de référence ou si vous connaissez des sites web de qualité traitant du thème abordé ici, merci de compléter l'article en donnant les références utiles à sa vérifiabilité et en les liant à la section « Notes et références ».
Mighty Morphin Power Rangers: The Movie est un jeu vidéo beat them all sorti en 1995 sur Mega Drive et Game Boy. Le jeu a été développé par SIMS et édité par Sega.
Le jeu est basé sur le film Power Rangers, le film.

## Système de jeu
Le jeu Power Rangers The Movie reprend des passages clés du film, tel la 1re rencontre avec Ivan Ooze, l'obtention des Ninja Coins par les Rangers et le duel final du Film, mais aussi un retour sur l'épisode White Light dans lequel Tommy-Ranger Blanc apparait dans la série, un retour sur l'épisode Power Transfer qui se recentre sur la passation de pouvoir de Jason, Trini et Zack à Aisha, Adam et Rocky, et un niveau inédit où les rangers doivent battre successivement Goldar et Lord Zedd(non vu dans la série)